# Chlorochlamys fletcheraria
Chlorochlamys fletcheraria là một loài bướm đêm trong họ Geometridae.